# استلان نیلسون
استلان نیلسون (سوئدی: Stellan Nilsson; ۲۲ مهٔ ۱۹۲۲ – ۲۷ مهٔ ۲۰۰۳) بازیکن فوتبال اهل سوئد بود.
از باشگاه‌هایی که در آن بازی کرده‌است می‌توان به باشگاه فوتبال مالمو، باشگاه فوتبال المپیک مارسی، باشگاه فوتبال جنوآ، و باشگاه فوتبال آنژه اشاره کرد.
وی به‌همراه تیم ملی فوتبال سوئد در بازی‌های المپیک تابستانی ۱۹۴۸ به مقام قهرمانی دست پیدا کرده‌است.